# Herselt
Herselt è un comune belga di 13 929 abitanti nelle Fiandre (Provincia di Anversa).

## Suddivisioni
Il comune è costituito dai seguenti distretti:
- Herselt
- Ramsel